# Mesanthemum reductum
Mesanthemum reductum är en gräsväxtart som beskrevs av H.E.Hess. Mesanthemum reductum ingår i släktet Mesanthemum och familjen Eriocaulaceae.
Artens utbredningsområde är Angola. Inga underarter finns listade i Catalogue of Life.